# Іван Барабаш
Іва́н Бараба́ш (? — 5 травня 1648) — реєстровий козак, військовий осавул реєстрового козацького війська. Черкаський полковник королівського війська Запорозького.

## Біографічні відомості
Правдоподібно, брав участь в битвах під Цецорою, Хотином. Під час повстань наступних років був на стороні Речі Посполитої. У 1638 році, після придушення повстання Острянина та Гуні польською владою був призначений сотником черкаським. Від козацької старшини, котра йому дуже довіряла, кілька разів був послом на королівський двір Владислава IV Вази: під час його коронації чи іменин, зі скаргами на утиски та сваволю старост.
За посередництвом ломжинського старости Г. Радзєйовського з ним порозумівся король у 1646-47 роках щодо участі козаків в планованій війні проти турків. Король приймав в умовах великої секретності делегації козаків, до яких входив І.Барабаш та троє його супутників, серед яких був Богдан Хмельницький. На одній з цих таємних аудієнцій був призначений наказним гетьманом козаків-реєстровців у майбутній війні з турками, отримав від короля 2 важливі привілеї, за одним з яких дозволялось озброєння козаків, за іншим дозволялось збільшення компуту реєстровців з 6 до 12-ти тисяч, дозвіл робити набіги на турецьке узбережжя Чорного моря. Викрадені Б.Хмельницьким в грудні 1647 року, за версією польських дослідників, привілеї мали послужити для підбурювання козаків, приготування повстання в 1648 році.
Протягом останніх років життя мав посаду військового осавула реєстрового козацького війська. Навесні 1646 року у складі козацької делегації разом з Ілляшем Караїмовичем і Богданом Хмельницьким їздив до Варшави, де велися таємні переговори з польським королем Владиславом IV Вазою про участь козаків у війні проти Туреччини.
Навесні (наприкінці квітня) 1648 року разом з полковником Михайлом Кричевським, Вадовським та військом реєстрових козаків був висланий урядом Речі Посполитої для придушення повстання на Запоріжжі, яке поклало початок Національно-визвольній війні українського народу 1648–1657 років. Рухалися вздовж Дніпра до Кодака.
1648 року Івана Барабаша вбили козаки з його загону, що були прихильниками Богдана Хмельницького.
Належав до угодовської частини старшинської верхівки, яка не хотіла поривати зв'язків з Річчю Посполитою, допомагала шляхетській Польщі придушувати визвольний рух в Україні. Повсталі козаки (за версією ПСБ, повсталі товариші) убили Барабаша і приєдналися біля Жовтих Вод до війська Б. Хмельницького.

## Постать Барабаша у історіографії
Оповідання про викрадення Хмельницьким у Барабаша листів з привілеями, наданими козакам польським королем, проходить через усю українську історіографію кінця XVII–XVIII ст. Воно літературного походження, переспіване також у народній думі «Хмельницький і Барабаш». Історичні джерела таких привілеїв не засвідчують. По-різному у козацьких літописах передано і сюжет цього оповідання. У літописі Самовидця привілеї переховує переяславський козак Іван Ілляш (Іван Ормянчик). У Самійла Величка фігурує як черкаський полковник, «Історія русів» величає його наказним гетьманом.

### Версії смерті
За «Історією русів», утопився в Дніпрі, намагаючись втекти від козаків Б.Хмельницького. У С. Величка його убили козаки і кинули у Дніпро. У Г. Грабянки Барабаша заколов списом Филон Джеджелій.

## У кінематографі
- Гетьман (2015) - фільм режисера Валерія Ямбурського[5]